# Hilal El-Helwe

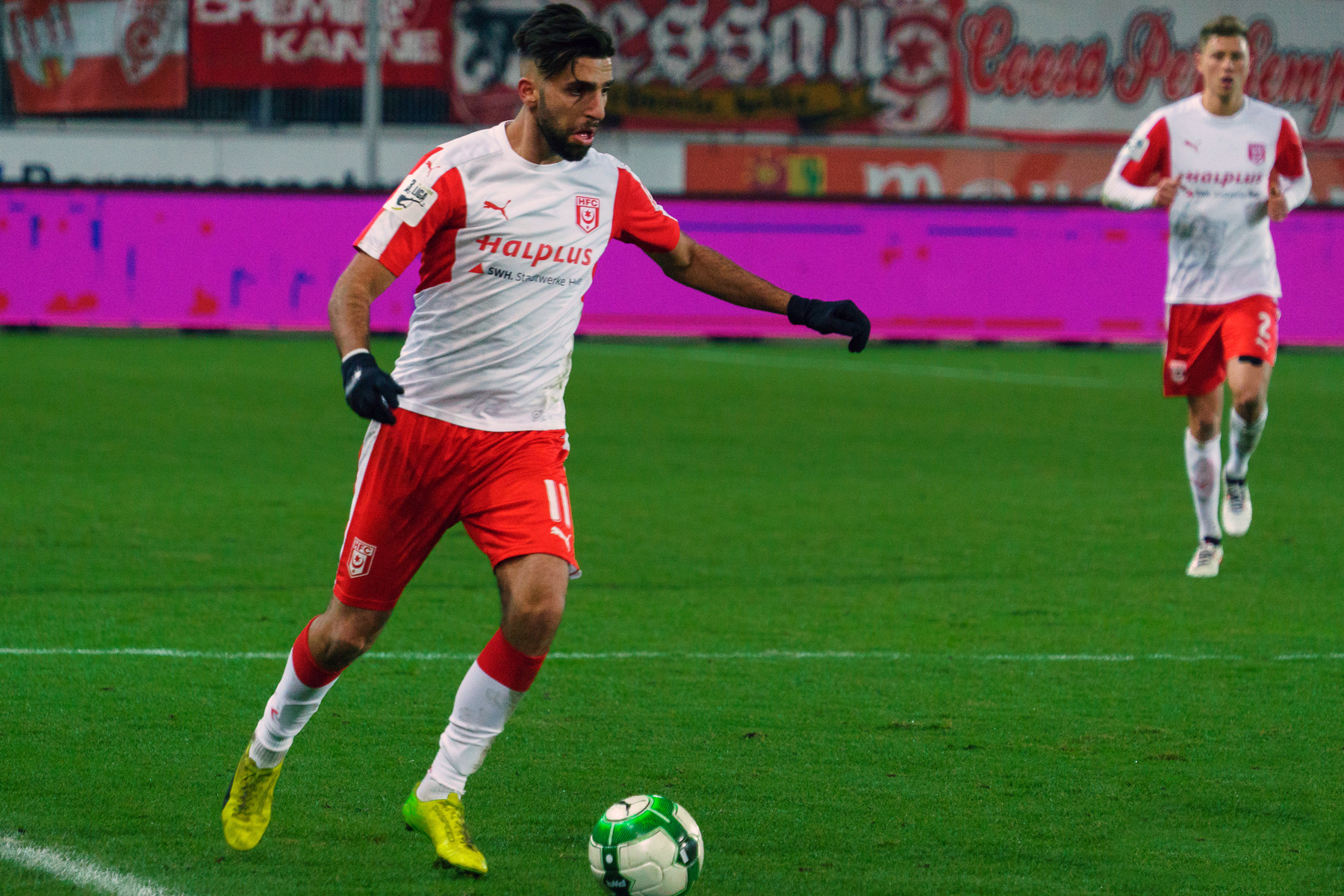
El-Helwe con el Hallescher FC en 2017.

Hilal El-Helwe (en árabe: هلال بسام الحلوة‎; Hannover, Alemania, 24 de noviembre de 1994) es un futbolista de Líbano nacido en Alemania que juega en las posiciones de delantero y extremo. Desde 2023 milita en el Bourj FC de la primera División de Líbano.

## Carrera

### Club
| Periodo   | Club             | Apariciones | Goles |
| --------- | ---------------- | ----------- | ----- |
| 2013–2015 | TSV Havelse      | 59          | 16    |
| 2015–2016 | VfL Wolfsburg II | 22          | 7     |
| 2016–2018 | Hallescher FC    | 55          | 4     |
| 2018–2019 | Apollon Smyrnis  | 21          | 3     |
| 2019–2021 | SV Meppen        | 38          | 7     |
| 2021      | Al-Faisaly Amman | 3           | 0     |
| 2021–2022 | Al Ahed          | 8           | 4     |
| 2022      | Penang FA        | 19          | 5     |
| 2023–     | Bourj FC         | 3           | 3     |

### Selección nacional

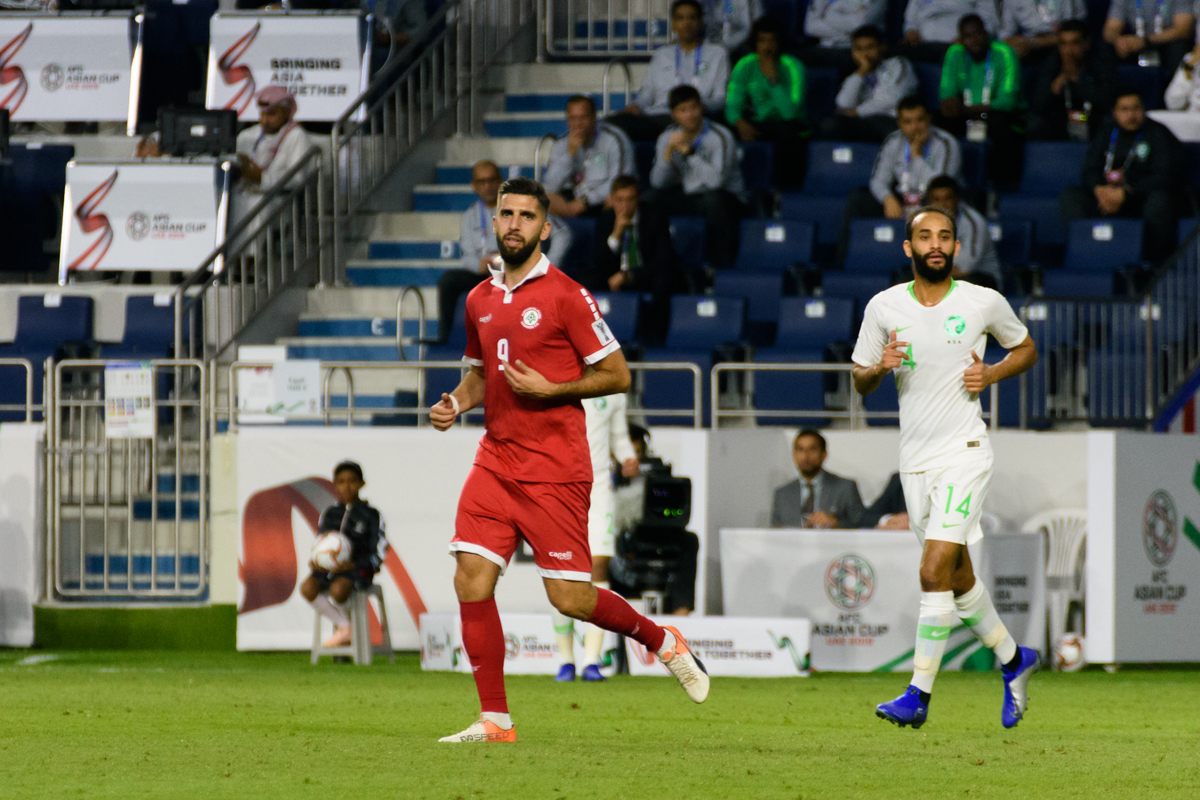
El-Helwe (izq) con en la Copa Asiática 2019 ante.

Debutó con la selección nacional el 8 de octubre de 2015 en la victoria por 2-0 ante Birmania por la clasificación de AFC para la Copa Mundial de Fútbol de 2018. Jugó de titular y fue reemplazado al minuto 56. El-Helwe anotó su primer gol con la selección nacional el 29 de marzo de 2016 ante el mismo rival y misma competición para lograr el empate 1–1 al minuto 88.
Fue convocado para la Copa Asiática 2019, donde el 17 de enero de 2019 anotó un gol ante Corea del Norte al minuto 65 con un pase de Mohamad Haidar para la victoria por 4-1. En ese partido anotó dos goles.
El 23 de junio de 2021 El-Helwe anotó el gol con el que clasificaron a la Copa Árabe de la FIFA 2021 ante Yibuti.
En diciembre de 2023 El-Helwe fue convocado para jugar la Copa Asiática 2023.

## Logros
- Lebanese Premier League: 2021–22
- Regionalliga Nord: 2015–16